# Паломбара-Сабіна
Паломбара-Сабіна (італ. Palombara Sabina) — муніципалітет в Італії, у регіоні Лаціо, метрополійне місто Рим-Столиця.
Паломбара-Сабіна розташована на відстані близько 31 км на північний схід від Рима.
Населення — 13 197 осіб (2014).

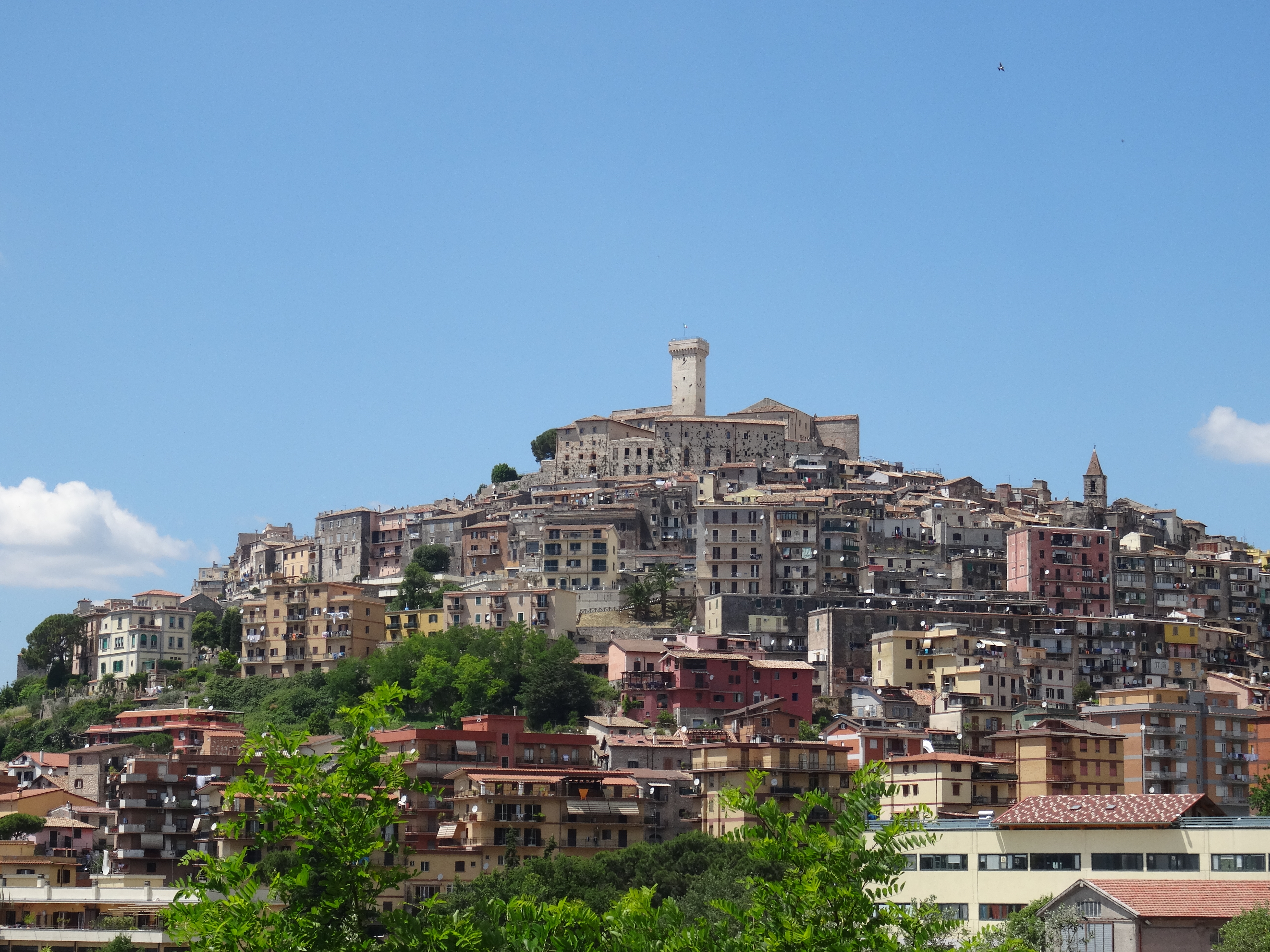

Щорічний фестиваль відбувається 3 лютого. Покровитель — святий Власій.

## Демографія
Населення за роками:

Станом на 1 січня 2023 року в муніципалітеті офіційно проживали 1324 іноземці з 68 країн, серед них 840 громадян країн Євросоюзу та 35 громадян України.

## Сусідні муніципалітети
- Гуідонія-Монтечеліо
- Ментана
- Монтефлавіо
- Монтелібретті
- Монтеротондо
- Мориконе
- Сан-Поло-дей-Кавальєрі
- Сант'Анджело-Романо